# Timea
Timea (maďarsky Tímea) je ženské křestní jméno řeckého původu. Vytvořil jej roku 1872 maďarský spisovatel Mór Jókai ve svém románu Muž se zlatým dotykem, odvodil jej z řeckého jména Euthymia, které znamená radostná či dobré nálady. Svátek slaví dne 18. května.
Jméno se nejvíce vyskytuje v Rumunsku a v podobě Tímea v Maďarsku. Jméno Timea je populární i v Česku a počet nově narozených dívek s tímto jménem stoupá.

## Domácké podoby
Mezi české domácké podoby jména Timea patří Timča, Timka, Timuška, Timička, Timinka a Mea.

## Významné osobnosti
- Tímea Babosová – maďarská tenistka
- Timea Bacsinszká – švýcarská tenistka
- Tímea Nagyová – maďarská šermířka
- Tímea Szabóová – maďarská novinářka a politička